# 関根達雄
関根 達雄（せきね たつお、1949年4月17日 - ）は、日本の実業家。読売新聞グループ本社取締役・個人株主。

## 略歴
- 1972年3月 慶應義塾大学経済学部卒業
- 1972年4月	読売新聞社入社
- 1992年3月 読売新聞社 経済部次長
- 1993年1月 読売新聞社 社長室幹事
- 1994年6月	読売新聞社 社長室調査部長
- 1996年12月 読売新聞社 総務局管理部長
- 1998年6月	読売新聞社 経理局資材部長
- 2002年7月 読売新聞東京本社 編集局経済部長
- 2004年6月	読売新聞東京本社 執行役員制作局長
- 2006年6月	よみうりランド 専務取締役管財部担当
- 2007年6月	よみうりランド 代表取締役社長
- 2014年6月	読売新聞グループ本社 取締役、よみうりランド 代表取締役会長
- 2018年6月	読売新聞グループ本社 取締役、よみうりランド 最高顧問

## 親族・血族
母方
- 母：関根利子（正力利子）
- 祖父：正力松太郎
  - 伯父：正力亨
    - 従弟：正力源一郎

  - 伯母婿：小林與三次
  - 半叔父：正力武

父方
- 父：関根長三郎
- 曽祖父（三世祖父）：小坂善之助
  - 伯祖父（4親等）：小坂順造
    - 従伯父（5親等）：小坂善太郎
      - 再従兄（6親等）：小坂憲次

    - 従伯父（5親等）：小坂徳三郎

  - 伯祖父（4親等）：小坂武雄
    - 従伯父（5親等）：小坂健介
    - 再従弟（6親等）：小坂壮太郎

  - 伯祖母（4親等）：深井はる（小坂はる、深井英五の妻）
    - 従伯母（5親等）：萩原結子（深井結子、萩原雄祐の妻）
    - 再従兄（6親等）：萩原敏雄
    - 再従甥（7親等）：萩原章嘉
    - 再従甥（7親等）：萩原隆雄